# Szergej Gennagyijevics Iszakov
Szergej Gennagyijevics Iszakov (oroszul: Сергей Геннадиевич Исаков) (Almati, 1952. szeptember 30. – ?, 2002. április) szovjet színekben világbajnok orosz tőrvívó.